# Incidente di Dal'negorsk
L'incidente di Dal'negorsk è un presunto UFO crash che sarebbe avvenuto in Unione Sovietica a Dal'negorsk, nel Primorskij kraj, nel gennaio 1986. L'incidente sarebbe avvenuto sulla montagna Izvestkovaja, localizzata nel territorio della città e chiamato anche Cima 611 per via della sua altezza. L'incidente è stato definito "la Roswell dell'Unione Sovietica".

## Cronologia dei fatti
Il 29 gennaio 1986 alle 20.00 circa gli abitanti di Dal'negorsk videro in cielo una palla rossastra, grande circa quanto la metà del disco lunare. La sfera si muoveva parallelamente al terreno e non si sentiva alcun rumore. Quando la palla si avvicinò al monte, cominciò ad abbassarsi finché cadde sulla sua cima. Tutti i testimoni tranne uno dissero che non ci fu alcun rumore quando la palla raggiunse il terreno. La luce provocata dalla palla fu descritta come quella di una foresta in fiamme e durò per circa un'ora. In base alle affermazioni dei testimoni, per l'oggetto fu stimata una velocità di caduta di circa 15 m/s. il torrente e il Monte alieno sono nominati prima della caduta degli UFO 

## Rilievi e analisi
Tre giorni dopo l'incidente, un gruppo di ufologi guidati da Valerij Dvužil'nyj salì sulla cima del monte. Il gruppo effettuò rilievi, prelevò campioni di terreno e scattò alcune fotografie. Gli ufologi rilevarono un cratere di circa 2 metri per 2 (altre fonti riferirono che le dimensioni erano di 3 metri per 3). Il terreno appariva come se fosse stato riscaldato ad un'alta temperatura. Le rocce apparivano coperte da materiale nerastro e attorno al cratere c'erano residui di alberi bruciati. Alcune delle rocce presentavano sferette di una sostanza argentata, che fu riconosciuta come grafite. Il tipo di grafite trovato sul luogo del cratere fu riconosciuto come differente da quello trovato in altri depositi del luogo.
L'analisi chimica delle sferette raccolte mostrò che erano composte da grafite, silicio e ferro. Alcune di esse mostravano quantità significative di zinco, bismuto ed altri elementi rari. Fu eseguita un'analisi di campioni di rocce, suolo e residui di alberi bruciati e fu notato che la composizione era simile a quella dei campioni raccolti dal sito dell'evento di Tunguska. Ulteriori analisi hanno rinvenuto la presenza di oro, argento, nichel e molibdeno. È stata ritenuta molto interessante la presenza di oro, perché a Dal'negorsk non ci sono miniere né rocce che contengono questo minerale.

## Speculazioni ufologiche
Valerij Dvužil'nyj ha ipotizzato che si sia trattato della caduta di un veicolo extraterrestre.
Negli USA l'incidente è stato oggetto di una puntata della trasmissione televisiva Sightings trasmessa nel 1995 dalla rete Fox. Il giornalista Tod Mesirow si è recato sul luogo ed ha intervistato i testimoni e alcuni scienziati. Mesirow ha dichiarato che le analisi dei frammenti metallici hanno dimostrato che il metallo non è di manifattura umana ma è qualcosa d'altro.

## Spiegazioni
Lo scienziato Gennadij Belimov ha affermato nel 1993 che si trattava di un pallone sonda militare sovietico; la velocità di caduta del pallone sarebbe stata di 54 km/h, molto inferiore a quella stimata da Dvužil'nyj. Tale spiegazione è stata contestata dall'ufologo Michael Gershtein, che sostiene che l'oggetto aveva una traiettoria definita e non poteva essere un pallone spinto dal vento.
Secondo il giornalista scientifico V. Psalomščikov si trattava di un veicolo militare sovietico pilotato a distanza.
Alexander Rempel in un articolo pubblicato sulla rivista NLO Magazine ha scritto che dall'esame dei frammenti non si poteva concludere se l'oggetto fosse di natura terrestre o meno.
Il geologo V. Berliozov ha affermato che le tracce di impatto sul suolo lasciano pensare ad un oggetto di origine cosmica. È stato pertanto ipotizzato che si sia trattato di un meteorite.
J. Vasil'ev in un articolo pubblicato sulla rivista Rybak Primor'ja ha ipotizzato che si sia trattato di un frammento dello Space Shuttle Challenger caduto in territorio sovietico.